# Dunières

Dunières este o comună în departamentul Haute-Loire, Franța. În 2009 avea o populație de 2,939 de locuitori.